# Список индейских резерваций Орегона
Это — список индейских резерваций американского штата Орегон. 

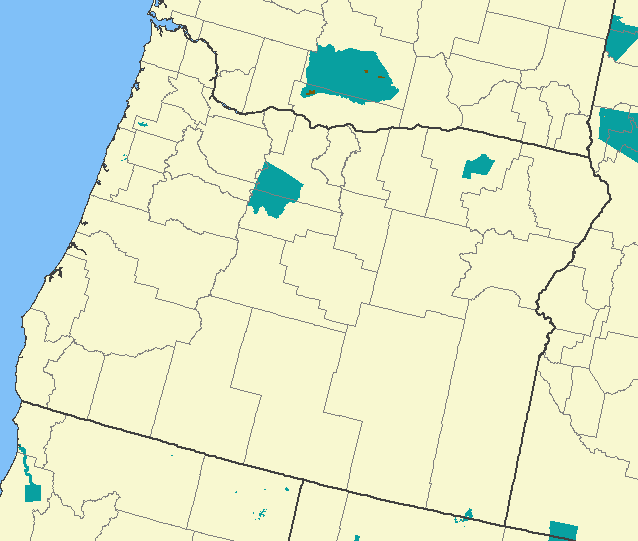
Карта индейских резерваций Орегона

## Резервации
| Название                 | Год образования | Этнос | Численность населения (2020) | Площадь (км²) | Округа                                                                |
| ------------------------ | --------------- | --- | ---------------------------- | ------------- | --------------------------------------------------------------------- |
| Бернс                    | 1972            | северные пайюты | 133                          | 49,13         | Харни                                                                 |
| Гранд-Ронд               | 1857            | шаста, калапуйя, молала, тилламук, чинуки, кликитаты, шаста-коста, роуг-ривер, ирокезы                                            | 604                          | 46,755        | Ямхилл, Полк                                                          |
| Кау-Крик                 | 1982            | верхние ампква | 229                          | 92,1          | Дуглас                                                                |
| Кламат                   | 1864            | кламаты, модоки, северные пайюты                                                                                                  | 25                           | 1,287         | Кламат                                                                |
| Кокилл                   | 1996            | кокилл | 343                          | 26,33         | Кус                                                                   |
| Кус—Лоуэр-Ампква—Сайусло | 1941            | ханис-кус, милук-кус, нижние ампква, сайусло                                                                                      | 77                           | 0,584         | Кус, Карри, Линкольн, Дуглас, Лейн                                    |
| Силец                    | 1980            | шаста, калапуйя, молала, тилламук, чинуки, кликитаты, кус, роуг-ривер, алси, нижние ампква, сайусло, такелма, орегонские атабаски | 685                          | 19,15         | Линкольн                                                              |
| Уорм-Спрингс             | 1855            | васко-вишрам, тенайно, северные пайюты                                                                                            | 3403                         | 2649,78       | Уоско, Джефферсон, Клакамас, Марион, Гиллиам, Шерман, Линн, Худ-Ривер |
| Форт-Макдермитт          | 1892            | северные пайюты, западные шошоны                                                                                                  | 267                          | 140,875       | Малур                                                                 |
| Юматилла                 | 1855            | юматилла, кайюсы, валла-валла | 2861                         | 714,87        | Юматилла, Юнион                                                       |